# (1274) Delportia
(1274) Delportia es un asteroide perteneciente al cinturón de asteroides descubierto por Eugène Joseph Delporte el 28 de noviembre de 1932 desde el Real Observatorio de Bélgica, Uccle.

## Designación y nombre
Delportia fue designado inicialmente como 1932 WC.
Posteriormente se nombró en honor del descubridor.

## Características orbitales
Delportia orbita a una distancia media del Sol de 2,23 ua, pudiendo alejarse hasta 2,481 ua. Tiene una inclinación orbital de 4,399° y una excentricidad de 0,1128. Emplea en completar una órbita alrededor del Sol 1216 días.